# Erika Bognár
Erika Bognár es una deportista húngara que compite en lucha libre. Ganó una medalla de plata en el Campeonato Europeo de Lucha de 2023, en la categoría de 55 kg.

## Palmarés internacional
| Campeonato Europeo | Campeonato Europeo | Campeonato Europeo | Campeonato Europeo |
| Año                | Lugar              | Medalla            | Categoría          |
| ------------------ | ------------------ | ------------------ | ------------------ |
| 2023               | Zagreb (Croacia)   | Medalla de plata   | 55 kg              |